# 羅基特內 (哈爾科夫區)
49°48′20″N 35°57′16″E / 49.80556°N 35.95444°E

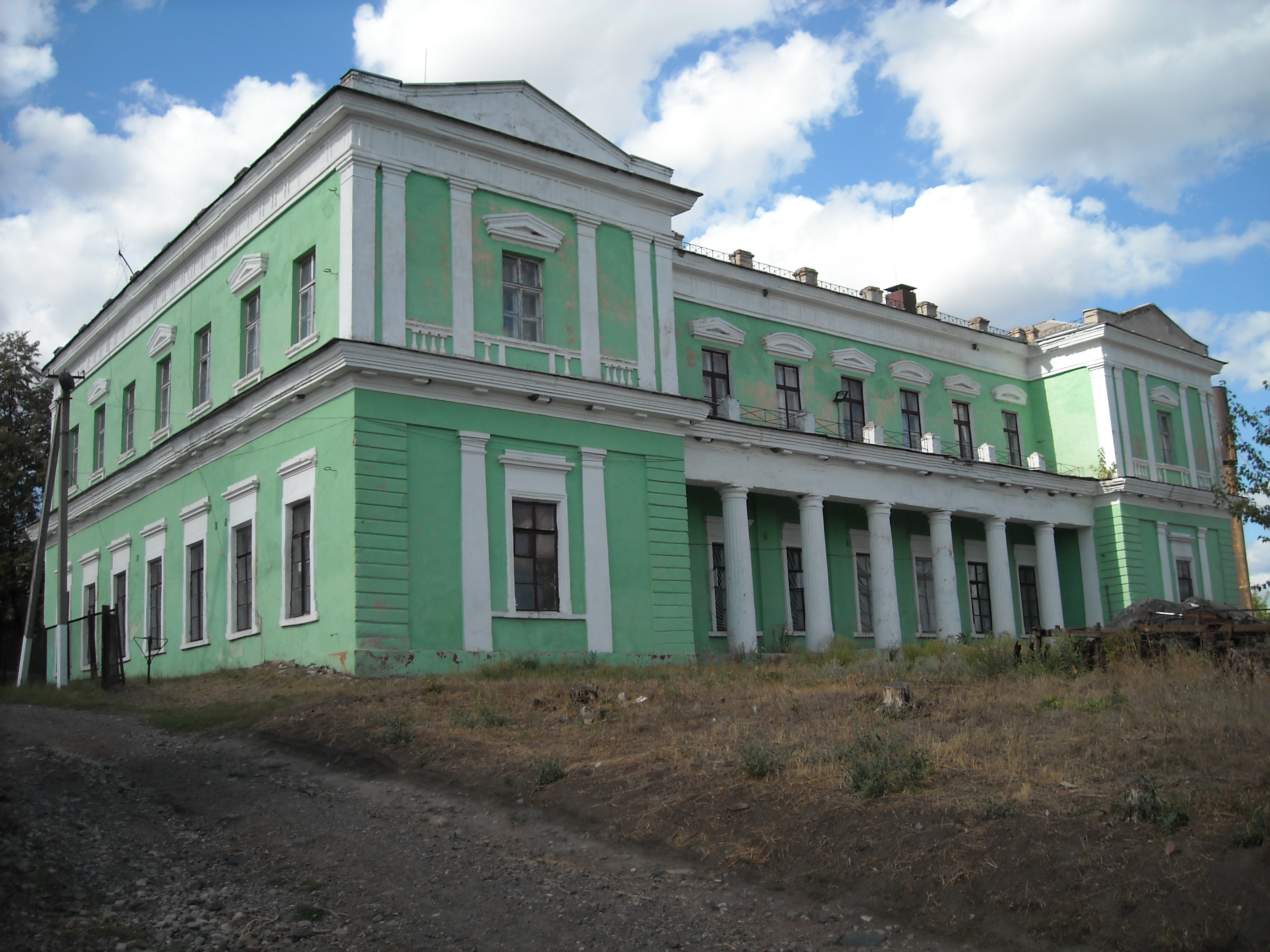
庄园

羅基特內（羅馬化：Rokytne）是位於烏克蘭東部哈爾科夫州哈爾科夫區新沃多拉哈市鎮的村莊。該村面積1.75平方公里，海拔高度102米，2001年人口1,167，人口密度每平方公里665.7人。